# Octávio do Rêgo Lopes
Octávio do Rêgo Lopes (Rio de Janeiro (estado), 12 de agosto de 1881 – Rio de Janeiro, 30 de maio de 1962) foi um médico brasileiro.
Doutorado em medicina pela Faculdade de Medicina do Rio de Janeiro em 1901, defendendo a tese “Afecções oculares por endoinfecções”. Foi eleito membro da Academia Nacional de Medicina em 1904, ocupando a Cadeira 40, que tem Jaime Poggi de Figueiredo como patrono.